# 蘇聯總統
蘇維埃社會主義共和國聯盟總統（俄语：Президент Союза Советских Социалистических Республик），是苏联解体前的國家元首稱謂。苏联共产党總書記米哈伊尔·戈尔巴乔夫是唯一一任的蘇聯總統。
戈尔巴乔夫1985年上臺接任蘇聯共產黨中央委員會總書記，成為蘇聯最高領導人。擔任總書記期間致力于經濟自由化改革和政治民主化改革。蘇聯在政治上由一黨專政下的社會主義制度逐步向西方國家的多黨制、总统制轉變。1990年，蘇聯集體國家元首由苏联最高苏维埃主席团轉變成單一國家元首的蘇聯總統，戈巴契夫順利被選為第一任總統。
但是随著共产主义制度的崩潰，各加盟共和國的纷纷獨立，戈尔巴乔夫對蘇聯國內的政治控制力不斷減弱。特別是1991年八一九事件期間，戈尔巴乔夫被保守派的副總統根纳季·亚纳耶夫軟禁，亞納耶夫自任為代總統。但是政變在三天之后宣告失敗，戈尔巴乔夫回任總統，不過辭去了蘇共中央總書記職務，實權落到俄罗斯总统鲍里斯·叶利钦手中。
1991年12月25日晚，戈尔巴乔夫辭去蘇聯總統職務，隨即蘇聯紅旗在克里姆林宮落下，升上俄羅斯三色旗，象徵蘇聯正式解體。